# Som Três
Som Três foi um trio instrumental, que misturava jazz com samba, formado por César Camargo Mariano na década de 1960. São conhecidos por conta da faixa “Irmãos Coragem”, que foi tema da novela da Globo.

## História da Banda
A banda, cujos integrantes eram por César Camargo Mariano (piano), Sabá (contrabaixo) e Toninho Pinheiro (bateria), foi formada para servir de banda de apoio para o cantor Wilson Simonal, mas resolveu fazer vôo solo em 1969, lançando o LP "Um é pouco, Dois é bom, êste Som Três é demais". 
No ano seguinte, lançaram o álbum "Tobogã", que destaca-se pela faixa “Irmãos Coragem”, uma música instrumental que foi tema da novela homônima que foi ao ar pela Globo naquela época. No mesmo ano atuou na turnê de Wilson Simonal no México, durante a Copa do Mundo.
De volta ao Brasil, César Camargo Mariano foi convidado para acompanhar Elis Regina, em temporada de shows no Rio de Janeiro. Sabá e Toninho, entretanto, decidiram continuar em São Paulo e o grupo se dissolveu.

## Discografia
- 1966 - Som / 3
- 1967 - Show em Simonal - Wilson Simonal e Som Três
- 1968 - Som Três Show
- 1969 - Som Três
- 1969 - Um é pouco, Dois é bom, êste Som Três é demais
- 1970 - Tobogã

Coletâneas
- 1971 - Som 3